# Katie Leung
Katie Liu Leung (Dundee, 8 de agosto de 1987) é uma atriz britânica nascida na Escócia. Ela interpretou Cho Chang, o primeiro interesse amoroso do personagem principal Harry Potter na série de filmes Harry Potter. Em 2012, Leung fez sua estreia nos palcos com a peça Wild Swans. Leung tem interesse nas artes, tendo estudado pintura e design na Universidade das Artes de Londres, e formado em fotografia pelo Edinburgh College of Art e em teatro pelo Royal Conservatoire of Scotland.

## Vida
Leung nasceu em Dundee, Escócia, embora Motherwell, North Lanarkshire seja frequentemente identificada erroneamente como seu local de nascimento, devido à maior parte de sua infância ter sido passada lá. Ela frequentou a escola secundária no Hamilton College, South Lanarkshire. Ela é descendente de chineses; seu pai, Peter Leung, era empresário de Hong Kong, que abriu uma empresa em Glasgow, e sua mãe, Kar Wai Li, era banqueira de Hong Kong. Os pais de Leung se divorciaram quando ela tinha três anos.

## Filmografia

### Filmes
| Ano  | Título                                        | Título no Brasil                               | Papel      | Notas          |
| ---- | --------------------------------------------- | ---------------------------------------------- | ---------- | -------------- |
| 2005 | Harry Potter and the Globet of Fire           | Harry Potter e o Cálice de Fogo                | Cho Chang  |                |
| 2007 | Harry Potter and the Order of the Phoenix     | Harry Potter e a Ordem da Fênix                | Cho Chang  |                |
| 2009 | Harry Potter and the Half-Blood Prince        | Harry Potter e o Enigma do Príncipe            | Cho Chang  |                |
| 2011 | Harry Potter and the Deathly Hallows – Part 2 | Harry Potter e as Relíquias da Morte – Parte 2 | Cho Chang  |                |
| 2017 | T2 Trainspotting                              |                                                | Enfermeira |                |
| 2017 | The Foreigner                                 | O Estrangeiro                                  | Fan        |                |
| 2018 | Leading Lady Parts                            |                                                | Assistente | curta-metragem |
| 2021 | Locked Down                                   |                                                | Natasha    |                |

### Televisão
| Ano  | Titulo                   | Função           | Notas                                                            |
| ---- | ------------------------ | ---------------- | ---------------------------------------------------------------- |
| 2008 | Agatha Christie's Poirot | Hsui Tai         | 11ª Temporada, 2º Episódio: "Cat among the Pigeons"              |
| 2013 | Run                      | Ying             | Mini-série de TV (4 episódios)                                   |
| 2014 | Father Brown             | Jia-Li Gerard    | Série 2, Episódio 8: "The Prize of Colonel Gerard"               |
| 2014 | One Child                | Mei Ashley       | Minissérie de TV (3 episódios)                                   |
| 2018 | Strangers                | Lau Chen         | Minissérie de TV (8 episódios); título alternativo: White Dragon |
| 2019 | Chimerica                | Liuli            | Minissérie de TV (4 episódios)                                   |
| 2019 | Moominvalley             | Too-Ticky        | Série animada; Voz                                               |
| 2020 | The Nest                 | Eleanor          | Minissérie de TV (5 episódios)                                   |
| 2020 | Roadkill                 | Margaret Moore   | Minissérie de TV (3 episódios)                                   |
| 2021 | Annika                   | Blair Ferguson   | Minissérie de TV (6 episódios)                                   |
| 2021 | Arcane                   | Caitlyn Kiramman | Série animada; Voz                                               |
| TBA  | The Peripheral           | Ash              | Pós-produção                                                     |

## Teatro
| Ano  | Titulo                                                                                            | Função     | Notas                                                    |
| ---- | ------------------------------------------------------------------------------------------------- | ---------- | -------------------------------------------------------- |
| 2012 | Wild Swans                                                                                        | Jung Chang | The Young Vic Theatre, Londres                           |
| 2013 | The World of Extreme Happiness                                                                    | Sunny      | National Theatre, Londres                                |
| 2015 | You For Me For You                                                                                | Junhee     | Royal Court Theatre, Londres: Jerwood Theatre Upstairs   |
| 2016 | The Intelligent Homosexual's Guide to Capitalism and Socialism with a Key to the Scriptures (iHo) | Sooze      | Hampstead Theatre, Londres                               |
| 2017 | Snow in Midsummer                                                                                 | Dou Yi     | Swan Theatre, Stratford-upon-Avon                        |
| 2019 | White Pearl                                                                                       | Sunny      | Royal Court Theatre, Londres: Jerwood Theatre Downstairs |

## Prêmios
2007
- Scotland's Most Stylish Female[7]
- No. 80 on the Cosmogirl's Hot 100 List[8]

2014
- BAFTA Breakthrough Brits 2014[9]